# Urnan
Urnan är en novell av Carl Jonas Love Almqvist. Den ingår i band VIII av den så kallade duodesupplagan av Törnrosens bok, vilket utkom 1838. Den skräckromantiska berättelsen utspelar sig i medeltidens Tyskland, och handlar vilka fasansfulla konsekvenser det kan få att man svär och håller eder.